# Hemisphaerota cyanea
Hemisphaerota cyanea är en skalbaggsart som först beskrevs av Thomas Say 1824.  Hemisphaerota cyanea ingår i släktet Hemisphaerota och familjen bladbaggar. Inga underarter finns listade i Catalogue of Life.